# Coupe des Pays-Bas de football 2020-2021
Navigation
Édition précédente Édition suivante
La Coupe des Pays-Bas de football 2020-2021, nommée la TOTO KNVB beker, est la 103e édition de la Coupe des Pays-Bas. La compétition commence le 29 août 2020 et se termine le 18 avril 2021, date de la finale qui se dispute au Stade de Feyenoord.

## Déroulement de la compétition
Tous les tours se jouent en élimination directe. À chaque tour, un tirage au sort est effectué pour déterminer les adversaires.
Les clubs qui jouent en Europe ne peuvent pas s'affronter avant les huitièmes de finale.

## Résultats

### Quarts de finale
| Date            | Club                | Résultat | Club                |
| --------------- | ------------------- | -------- | ------------------- |
| 9 février 2021  | Excelsior Rotterdam | 0 - 1    | Vitesse Arnhem      |
| 10 février 2021 | Ajax Amsterdam      | 2 - 1    | PSV Eindhoven       |
| 17 février 2021 | NEC Nimègue         | 1 - 2    | VVV Venlo           |
| 17 février 2021 | SC Heerenveen       | 4 - 3    | Feyenoord Rotterdam |

### Demi-finales
| Date        | Club           | Résultat | Club           |
| ----------- | -------------- | -------- | -------------- |
| 2 mars 2021 | Vitesse Arnhem | 2 - 0    | VVV Venlo      |
| 3 mars 2021 | SC Heerenveen  | 0 - 3    | Ajax Amsterdam |

### Finale
La finale se joue le 18 avril 2021 au Feijenoord Stadion de Rotterdam.
| 18 avril 2021 | Ajax Amsterdam                | 2 - 1   | Vitesse Arnhem | Feijenoord Stadion, Rotterdam                         |                                                       |
| 18 h 00 UTC+2 | Gravenberch 23e · Neres 90+1e | (1 - 1) | 30e Openda     | Spectateurs : 0 (huis clos) Arbitrage : Björn Kuipers | Spectateurs : 0 (huis clos) Arbitrage : Björn Kuipers |